# بيلينغبير (باركشير)
بيلينغبير (بالإنجليزية: Billingbear)‏ هي قرية تقع في المملكة المتحدة في جنوب شرق إنجلترا.